# Ладонин, Вадим Феопентович
Вадим Феопентович Ладонин (09.07.1930—16.09.2007) — российский учёный в области агрохимии, физиологии и защиты растений, академик РАСХН (1997).
Родился 9 июля 1930 г. в г. Тутаев Ярославской области. Сын юриста.
Окончил Пошехонский сельскохозяйственный техникум (1949) и Ярославский СХИ (1954, с отличием).
- 1954—1977 — научный сотрудник, заведующий лабораторией, заместитель директора (с 1958) ВНИИ удобрений и агропочвоведения им. Д. Н. Прянишникова (ВИУА),
- 1977—1982 — эксперт Международного агентства по атомной энергии,
- 1982—1984 — заведующий лабораторией Центрального НИИ агрохимического обслуживания сельского хозяйства,
- 1984—2007 — заведующий лабораторией, одновременно заместитель директора Всероссийского научно-исследовательского института агрохимии им. Д. Н. Прянишникова.

Учёный в области агрохимии, физиологии и защиты растений.
Разработал научные основы комплексного применения удобрений при возделывании с.-х. культур. Установил физиолого-биохимические закономерности действия гербицидов.
Доктор сельскохозяйственных наук (1974), профессор (1984), академик РАСХН (1997).
Заслуженный деятель науки РСФСР (1989). Награждён орденом «Знак Почёта» (1971), медалями СССР и ВДНХ.
Автор более 500 научных трудов.
Книги:
- Интенсивные технологии производства кормов: справ. / соавт. Д. А. Алтунин и др. — М.: Росагропромиздат, 1991. — 352 с.
- Плодородие черноземов России / соавт.: В. Д. Панников и др.; ВИУА. — М., 1998. — 686 с.
- Экотоксикологические аспекты загрязнения почв тяжелыми металлами / соавт.: Н. А. Черных, Н. З. Милащенко. — М.: Агроконсалт, 1999. — 176 с.
- Агроэкология: учеб. пособие для студентов вузов агрон. спец. / соавт.: В. А. Черников и др. — М.: Колос, 2000. — 535 с. — (Учеб. и учеб. пособия для студентов вузов).
- Стратегия использования осадков сточных вод и компостов на их основе в агрикультуре / соавт.: Г. Е. Мерзлая и др.; ВИУА. — М.: Агроконсалт, 2002. — 138 с.
- Агроэкология. Методология, технология, экономика: учеб. для студентов вузов…/ соавт.: В. А. Черников и др. — М.: КолосС, 2004. — 399 с.
- Научные основы оптимизации питания и фитосанитарного состояния посевов в ландшафтном земледелии / Всерос. НИИ агрохимии им. Д. Н. Прянишникова. — М., 2005. — 94 с.
- Агрохимические средства в адаптивно-ландшафтном земледелии Центрального района Нечернозёмной зоны России / соавт.: Л. М. Державин и др.; Всерос. НИИ агрохимии им. Д. Н. Прянишникова. — М., 2006. — 267 с.